# Relaciones Colombia-Haití
Las relaciones Colombia-Haití son las relaciones diplomáticas entre la República de Colombia y la República de Haití. Ambos gobiernos mantienen una relación amistosa desde la época de la independencia de Colombia, en 1820.

## Historia
Ambos gobiernos establecieron relaciones diplomáticas en 1820, y Haití prestó apoyó en la Guerra de Independencia de Colombia, sirviendo de inspiración y dio refugio a Simón Bolívar e incluso le proporcionó 7 barcos, 4000 fusiles con bayoneta, 15000 libras de pólvora, 15000 libras de plomo, pedernales para fusil, víveres, dinero en efectivo y 3500 hombres.
Simón Bolívar dijo sobre Haití: 

Perdida Venezuela y la Nueva Granada, la isla de Haití me recibió con hospitalidad: el magnánimo Presidente Petión me prestó su protección y bajo sus auspicios formé una expedición de trescientos hombres comparables en valor, patriotismo y virtud a los compañeros de Leónidas ¡¡¡Gracias al pueblo de Haití mis compatriotas serán nuevamente libres!!!

## Frontera
La frontera entre Colombia y Haití es un límite internacional marítimo que discurre por en el mar Caribe, está definido por el tratado Liévano-Brutus, firmado el 17 de febrero de 1978 en Puerto Príncipe por el ministro de relaciones exteriores de Colombia, Indalecio Liévano Aguirre, y el secretario de estado de asuntos extranjeros y de cultos de Haití, Edner Brutus, y aprobado por el Congreso de la República de Colombia mediante la ley n.º 12.

## Relaciones económicas
Colombia exportó productos por un valor de 9133 miles de dólares, siendo los principales productos exportados azúcar, agroindustriales y plásticos, mientras que Colombia exportó productos por un valor de 45 miles de dólares, siendo los principales productos cosméticos.

## Representación diplomática
- Colombia usa su embajada en Santo Domingo como embajada concurrente en Haití.[1]
- Haití usa su embajada en Quito como embajada concurrente en Colombia.